# 물부오
물부오(物部烏, ?~?)는 왜계백제관료이다. 6품 상부나솔(上部奈率)을 지냈다.
상부(上部)출신의 인물로, 왜에 파견되어 왜에게 구원병을 요청했다. 또한 동성자막고 왕유귀, 담혜와 같은 인물들을 데리고 일전에 왜나라에 와 있던 사신단과 교대했다